# Alexis Auguste Raphaël Hagron
 (mai 2023).
Si vous disposez d'ouvrages ou d'articles de référence ou si vous connaissez des sites web de qualité traitant du thème abordé ici, merci de compléter l'article en donnant les références utiles à sa vérifiabilité et en les liant à la section « Notes et références ».
Alexis Auguste Raphael Hagron, né à Caen le 31 janvier 1845 et mort à Angers le 22 octobre 1909, est un général de division français, grand officier de la légion d'honneur.

## Biographie

### Famille
Il est le fils de Jacques Alexis Hagron (1813-1897), capitaine de gendarmerie, chevalier de la légion d'honneur et 
de Louise Marie.  Son frère, Albert Ferdinand Edmond Hagron (1848-1921) est inspecteur général militaire des poudres et salpêtre (ingénieur général de l'armement) de deuxième classe, officier de la légion d'honneur. Son autre frère, Hippolyte Emile Hagron (1849-1934)  est  Contrôleur général de première classe commandeur de la légion d'honneur.
Le général Hagron tient son nom des terres normandes de la Hague où l'on trouve trace d'ascendants sous le nom "Hagueron" depuis le XVIe siècle avant de s'installer entre l'Eure et le Calvados. 

### Formation
Entré à l'École spéciale militaire de Saint-Cyr le 6 novembre 1862 (promotion de Puebla), il en sort major en 1864 comme sous-lieutenant au 33e régiment d'infanterie. Il est de nouveau major de promotion à sa sortie de l'École d'état-major en 1867 avec le grade de lieutenant.

### Carrière
Capitaine en 1870, chef de bataillon en 1879, lieutenant colonel en 1887, colonel en 1890, général de brigade en 1894, en mai 1897 il est nommé Secrétaire Général de la Présidence de la République et devient Général de division en 1898.
Le général Hagron est nommé en 1903 membre du conseil supérieur de la guerre puis prend le commandement en chef du groupe d'armée du Nord Est en 1906, en succession du général Brugère. Sans en avoir le titre, il remplit les fonctions de vice-président du Conseil supérieur de la guerre jusqu'en 1907.
En juillet 1907, on lui propose le poste de généralissime. Pensant à une guerre immédiate et à la suite du renvoi anticipé des classes 1903 et 1904, il pose ses conditions d'avoir la liberté de rétablir le service obligatoire de trois ans et de ne pas mêler l'armée aux luttes contre l’Église. Le gouvernement refuse, le général Hagron demande sa mise en disponibilité.
Il meurt le 22 octobre 1909 à Angers. La presse salue la fermeté de son caractère.

## Décorations

### Décorations Françaises
- Grand officier de la Légion d'honneur [6]
- Médaille coloniale avec agrafe Algerie

### Décorations étrangères
- Chevalier commandeur de l'ordre royal de Victoria[7]
- Chevalier de l'Ordre Impérial de Léopold d'Autriche